# Scheitelbrechwertmesser

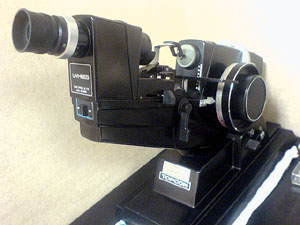
Scheitelbrechwertmesser

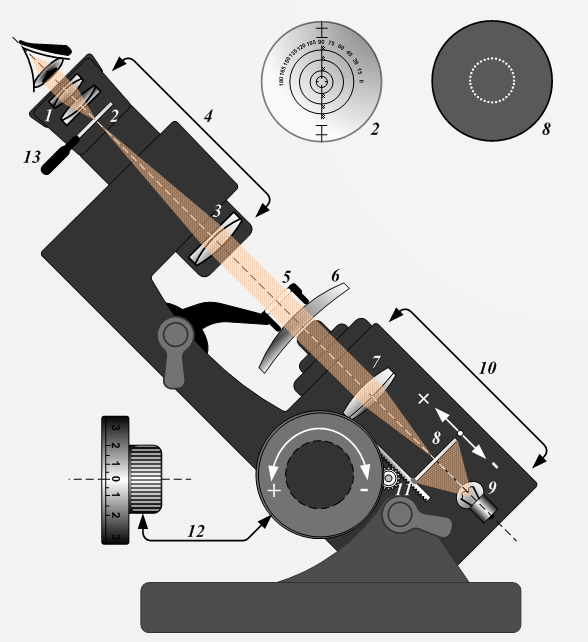
Schema eines einfachen Scheitelbrechwertmessers:
1 – Okular
2 – Fadennetz
3 – Objektiv
4 – Kepler-Fernrohr
5 – Lens stop
6 – Zu vermessende Linse
7 – Kollimator
8 – Fadennetz
9 – Lichtquelle
10 – Kollimator
11 – Verstellmechanismus
12 – Power Drum (± 20 Dioptrien)

Der Scheitelbrechwertmesser (Synonym: Lensmeter) ist ein Messgerät, das in der Augenheilkunde und Augenoptik verwendet wird, um den Scheitelbrechwert zu bestimmen. Damit wird dann der Brechwert von optischen Sehhilfen (Brillen) bestimmt. Von einem positiven Scheitelbrechwert wird immer dann gesprochen, wenn parallele Lichtstrahlen, die auf die Linse der Sehhilfe fallen, zueinander gebrochen werden. Das Messgerät misst letztlich die „Stärke“ der Sehhilfe und gibt die sphärischen und zylindrischen Werte in Dioptrien an. Die Geräteherstellung erfolgt unter der DIN EN ISO 9337.
Da bei Brillengläsern der augenseitige Scheitelbrechwert maßgeblich ist, muss auf den Scheitelbrechwertmesser die augenseitige Fläche vermessen werden.